# 西台灣 (網絡用語)
西台灣（英語：West Taiwan）是一些反對中共政權的人士對中國大陸或中華人民共和國的另類稱呼，在網上討論牽涉到臺灣問題的時候會被提及，该概念源於德國、韓國以及越南，過去由統一國家因戰爭而分裂，後來均冠上東、西、南、北稱呼各自政府，
1949年，中華民國因國共內戰分裂，中國共產黨另立中華人民共和國，統治中國大陸，而台灣因未被中國共產黨攻佔，仍屬中華民國管轄，其宣稱疆域依然包含中國大陸，如今中華民國多以「台灣」通稱。不过中国大陆官方不承认中華民國現今立國於台灣的事實，而僅稱為“台灣當局”。
隨著中國的「戰狼外交」引發爭議，這種帶有貶義的稱呼在網民之間變得流行，一些對此反感的公眾人物遂在網路上將中国大陆叫做「西台灣」。

## 使用例子
- 2020年1月，reddit網友稱中國「West Taiwan」。[2]
- 2021年6月，好莱坞男星約翰·希南公開稱呼臺灣是一個國家，結果被小粉紅攻擊，不過也有人聲援，當中有一些網民製作了一些有關中國的迷因，甚至將中国大陆標示成「西台灣」[3]。
- 2021年6月，美国避險基金海曼資本創辦人巴斯穿著一件將中國標示成「西台灣」的T恤，引起網民熱議，亦引起小粉紅攻擊，中國官媒《环球时报》總編胡锡进反擊稱美国是「東台灣」[4][5]。
- 德國遊戲開發公司Bytro於2021年推出了戰略多人連線遊戲「國家衝突：第三次世界大戰（WW3）」，將中国大陆標示為「西台灣」，並且地圖上新疆维吾尔自治区不屬於中國而且被單獨標示成「維吾爾」（Uyghur），而蒙古国被標示為中國（China）。中國官媒《環球網》批評此種做法是在「刷存在感」，而台灣網民就揶揄中國又要玻璃心碎了一地[1][6]。
- 路透社於2021年6月報導，有618名泰国醫護人員在打完中國克爾來福2019冠狀病毒病疫苗後，仍然染病，包括1宗死亡以及1宗重症，有些中國駐外大使館指責路透社刻意針對中國誤導公眾，結果引來泰國許多網民在大使館的社交媒體留言，除了將中国大陆稱為「西台灣」之外，亦提到2019冠状病毒病病毒本來就來自於中國[7]。